# テッド・タリー
テッド・タリー（Ted Tally, 1952年4月9日 - ）はアメリカ合衆国ノースカロライナ州出身の脚本家・劇作家。

## 人物
イェール大学とイェール・スクール・オブ・ドラマ（Yale School of Drama）で学び、テレビや映画、舞台の脚本を手がけるようになる。
1991年の『羊たちの沈黙』でアカデミー脚色賞を受賞。劇作家としてオビー賞なども受賞している。

## 主な作品

### 映画
- ぼくの美しい人だから White Palace (1990)
- 羊たちの沈黙 The Silence of the Lambs (1991)
- 判決前夜/ビフォア・アンド・アフター Before and After (1995)
- 陪審員 The Juror (1996)
- すべての美しい馬 All the Pretty Horses (2000)
- レッド・ドラゴン Red Dragon (2002)

日本語版「レッド・ドラゴン　シナリオ・ブック」高見浩訳、新潮文庫、2003年
- ホース・ソルジャー 12 Strong (2018)

### 戯曲
- Terra Nova - 1983-1984年 - オビー賞受賞

日本語版「テラ・ノヴァ」三田地里穂訳、而立書房（現代アメリカ演劇叢書）、1990年。BBC-TVのための脚本も執筆
- Coming Attractions - Outer Critics Circle Award受賞。
- Hooters
- Little Footsteps
- Silver Linings